# Pavel Alekseyevich Kurochkin
Pavel Alekseyevich Kurochkin (tiếng Nga: Па́вел Алексе́евич Ку́рочкин; 19 tháng 11 năm 1900 [lịch cũ 6 tháng 11] – 28 tháng 12 năm 1989) là một tướng lĩnh quân đội Liên Xô.

## Sự nghiệp
Pavel Kurochkin sinh năm 1900, tại làng Gornevo, tỉnh Smolensk. Ông gia nhập Hồng quân năm 1918. Kurochkin tốt nghiệp các khóa học kỵ binh ở Petrograd năm 1920, năm mà ông cũng gia nhập Đảng Bolshevik. Ông tốt nghiệp trường Kỵ binh Hồng quân năm 1923, Học viện quân sự Frunze năm 1932 và Học viện Bộ Tổng tham mưu năm 1940.

### Nội chiến Nga
Trong thời gian Nội chiến, Kurochkin từng tham chiến chống lại tướng Pyotr Krasnov gần Gatchina, lực lượng can thiệp của người Mỹ gốc Anh ở phía bắc và tướng Nikolai Yudenich vào năm 1919. Ông chỉ huy một trung đoàn kỵ binh trong cuộc chiến Ba Lan-Liên Xô và tham gia vào cuộc đàn áp cuộc nổi dậy Tambov năm 1921.

### Trước chiến tranh
Năm 1935, ông được thăng chức chỉ huy một sư đoàn kỵ binh. Sau khi chiến tranh Xô-Phần nổ ra, ông đảm nhận chức chỉ huy Quân đoàn súng trường 23. Từ năm 1940 đến 1941, ông giữ chức Tư lệnh Cụm tập đoàn quân 1 tại Mông Cổ, chỉ huy Tập đoàn quân 17 tại Mông Cổ, Tư lệnh Quân khu Zabaikal và Tư lệnh Quân khu Orel.

### Thế chiến thứ hai
Tháng 7 năm 1941, ông được bổ nhiệm giữ chức vụ chỉ huy Tập đoàn quân 20, tham gia bảo vệ Smolensk không thành công.
Ông giữ quyền chỉ huy một thời gian ngắn Tập đoàn quân 43 vào tháng 8 năm 1941 cho đến khi được thăng làm Tư lệnh Phương diện quân Tây Bắc. Ông giữ chức vụ đó cho đến tháng 10 năm 1942, đến khi ông được điều động để chỉ huy Tập đoàn quân 11 Liên Xô và sau đó là Tập đoàn quân 34. Ông một lần nữa được đưa vào cương vị chỉ huy của Phương diện quân Tây Bắc từ tháng 7 đến tháng 11 năm 1943. Chính trong thời gian này, Kurochkin đã chỉ huy Chiến dịch Toropets–Kholm.
Từ tháng 12 năm 1943 đến tháng 2 năm 1944, ông là phó tư lệnh Phương diện quân Ukraina 1 dưới quyền chỉ huy của Nguyên soái Konev và được nhớ đến vì đã lên kế hoạch cho cuộc tấn công đẫm máu Korsun–Shevchenkovsky.
Từ tháng 2 đến tháng 4 năm 1944, ông chỉ huy các đơn vị của Phương diện quân Belorussia 2. Nhiệm vụ cuối cùng của ông trong cuộc chiến sẽ là chỉ huy Tập đoàn quân 60 từ tháng 4 năm 1944 đến tháng 5 năm 1945, tham gia chiến dịch Lvov–Sandomierz và chiến đấu ở Trung Âu. Do những công lao và thành tích của mình, Kurochkin đã được trao tặng danh dự cao nhất của Liên Xô, Anh hùng Liên Xô.

### Sự nghiệp hậu chiến
Sau chiến tranh, Kurochkin được bổ nhiệm làm lãnh đạo Quân khu Kuban cho đến khi được bổ nhiệm vào năm 1946 với tư cách là phó tổng tư lệnh thứ nhất của Cục quân quản Liên Xô tại Đức. Sau khi nhiệm vụ ở Đông Đức kết thúc vào năm 1947, ông được bổ nhiệm làm trợ lý Tư lệnh Quân khu Viễn Đông.
Từ năm 1951 đến năm 1968, Kurochkin phục vụ trong các học viện quân sự, đầu tiên tại Học viện Quân sự của Bộ Tổng tham mưu và sau đó là Chỉ huy trưởng Học viện Quân sự Frunze. Năm 1968, ông trở thành Chủ tịch Bộ Tư lệnh tối cao của Lực lượng Quân đội Liên quãn của khối Hiệp ước Warsaw. Kurochkin kết thúc sự nghiệp quân sự của mình với tư cách là tổng thanh tra của Bộ Quốc phòng. Ông tiếp tục trở thành một phó chủ tịch của Xô viết Tối cao Liên Xô và được trao tặng Huân chương Lenin năm 1980.
Kurochkin qua đời tại Moskva năm 1989.

## Danh hiệu và giải thưởng
- Anh hùng Liên Xô
- Năm Huân chương Lenin
- Huân chương Cách mạng Tháng Mười
- Bốn Huân chương Cờ đỏ
- Huân chương Suvorov hạng 1
- Hai Huân chương Kutuzov hạng 1
- Huân chương Chiến tranh vệ quốc hạng 1

## Lịch sử quân hàm
- Lữ đoàn trưởng (комбриг) (26.11.1935)
- Sư đoàn trưởng (комдив) (4.11.1939)
- Trung tướng (генерал-лейтенант) (4.06.1940)
- Thượng tướng (генерал-полковник) (27.08.1943)
- Đại tướng (генерал армии) (9.05.1945)